# UN-GO
《UN-GO》는 후지TV 노이타미나계열에서 2011년 10월부터 12월까지 방영한 애니메이션이다. 본즈가 제작한, 일본의 소설가 사카구치 안고의 추리소설이다. 《메이지 개화 안고 수사록》를 원안으로 스토리를 근미래를 바탕으로 재구성한 애니메이션이다.

## 줄거리
"종전"을 맞이한지 얼마되지 않은 근미래의 도쿄. 미디어의 왕이 된 카이쇼 린로쿠는 방대한 정보와 뛰어난 두뇌를 이용해 수많은 사건을 해결한다. 하지만 린로쿠의 추리에는 밝혀지지 않은 것이 있고, 그것을 밝혀내는 것이 "패전탐정" 유우키 신쥬로와 그의 파트너인 인과이다.
신쥬로의 추리와 인과의 능력. 그것이 함께할 때 이 세상에 풀리지 않는 수수께끼는 존재하지 않는다.

## 등장인물
유우키 신쥬로(結城 新十郎)
성우 - 카츠지 료
탐정일을 하고있는 20대 중후반정도의 남성,인과와 함께 출입금지지역에서 생활하고있다.일개 탐정이지만 꽤 엄청난 일들도 종종 많이 해결한다. 하지만 카이쇼 린로쿠에 이해 원래의 추리의 내용이바뀌고 범인들도 바뀌기도 하기 때문에 "패전탐정" 이라 불리고 있다.어렸을 때 사고로 부모님을 여윈 후,누구에게 도움을 주고싶다는 일념으로 세계각지,불우한 환경의 아이들에게 영화를 무료로 상영해주는등의 일을 했지만 돈이 다 떨어지면서 '전장의 가수회' 일행을 만나게 되고 우연히 인과와도 만나게 된다.
유우키 신주로의 과거 이름이 밟혀지지 않았다. "인과론"에서 사건을 해결하는 과정에서 죽은걸로 처리가 되어서 JJ시스템을 관리하는 카이쇼 린로쿠의 배려로 "유우키 신쥬로"라는 행방불명된 사람의 신분증을 받고 그 후 계속 유우키 신쥬로라고 활동한다.
성격은 항상 진실을 밝히려고 하는 정의감의 소유자이고 말은 거침없이 잘 하는 편이면서 동시에 어려울 처지에 놓인 사람들도 잘 도와주는 편이다.
인과(因果)
성우 - 토요사키 아키
유우키 신쥬로와 같이 생활하는 탐정조수,하지만 실체는 인간인지 괴물인지 모른다.인간의 영혼,즉 숨겨진 진실들을 먹으며 원래는 목숨을 빼앗았지만 신쥬로와 만난후,목숨을 빼앗지 않게다는 약속을 하게 된다.
외국의 한 동굴에 목상에 계속 깃들어 있었으며 신쥬로의 피를 메개체로 불안정하게 부활했다.'전장의 가수회'의 멤버들을 모두 죽이고 유우코의 몸을 빼앗아 변형시켰다.평상시엔 소년의 모습이지만 본모습은 질문을 할 때에는 성인 여성의 몸으로 변한다. 유우코의 모습을 변하지 않는 "인과론" 극장판에서 유우키 신쥬로의 몇 개의 제안 때문에 하지 않겠다고 약속한다.
성격은 소년의 모습은 장난끼가 가득차고 천덕 개구쟁이 같은 성격과 이미지인데도 탱크강판을 맨손으로 뜯을정도로 괴력 소유자이기도 하다. 여성의 몸으로 변신하면 생김새는 키가 등장하는 인물중에 가장 크고 헤어스타일 유우코의 몸 뺏은 영향으로 앞 헤어스타일은 유우코와 닮았다. 이미지는 요염한 누님스타일이고 항상 유우키 신주로한테 붙어 다니고 있으면서도 주변인을 고려하지 않고 스킨십을 잘해서 유우키 신쥬로이나 주변 사람들에게 당혹스럽게 분위기를 제공하였음에도 본인은 즐거워 한다.
사사 카자모리(佐々 風守)
성우 - 마츠모토 마리카
안드로이드,라이(R.A.I.)라는 인조인간 로봇이다. 인간이상 지능을 가지고 있으며 전 세계의 정보가 모인다고 한다. 모든 기계에 인격을 옮길 수 있으며 종종 말을 하는 팬더인형에게 들어가있다. 성분검색,네비게이션이나 통신 기술을 쓸 수 있으며 통신역 탐지까지 할 수 있다. 본체는 10대 소녀의 모습이다. R.A.I.를 개발했던 사사 코마모리의 이중적인 태도와 사사 코마모리의 가족들을 살리기 위해 사사 코마모리한테 버림을 받게 되고 그 이후로 유우키 신쥬로와 같이 생활한다.
카이쇼 린로쿠(海勝 麟六)
성우 - 미키 신이치로
통신회사인 JJ 시스템(Japan Justice Network System Holdings)을 만든 회장으로 검찰의 특수고문까지 맡을 뿐만 아니라 폭넓은 인맥과 미디어까지 권력을 계속 확장하고 있다. 딸 카이쇼 리에와 생활하고 있다. 추리능력은 유우키 신쥬로 버금가는 추리력과 명석한 두뇌와 정보 분석력이 뛰어나다. 원래의 내용을 조금씩 바꾸는 모습도 보이는데 유우키 신쥬로와 이상이 잘 맞지 않는듯 하다.
카이쇼 리에(海勝 梨江)
성우 - 야마모토 노조미
카이쇼 린로쿠의 딸 아버지인 카이쇼 린로쿠를 좋아하고 아주 효성이 지극한 딸이면서 전형적인 천방지축 부잣집 아가씨같은 성격이다. 처음에는 유우키 신쥬로를 자신의 타입이 아니라며 큰 관심을 두지 않는데 유우키 신쥬로의 추리와 진실을 똑바로 보는 모습을 본 이후로 호감이 있고 특히 여성 몸으로 나타내는 인과의 행동에 가끔씩 놀라기도 한다. 3살때 그녀의 어머니가 돌아가셔서 카이쇼 저택에 전속메이드장이 어머니 역할까지 맡고 있으며 그녀도 메이드앞에서 말을 잘 따른다. 본인이 해결하고 싶은 사건을 이용해 유우키 신쥬로곁에 있고 싶어하고 정보제공 및 도움을 많이 준다. 본인이 어려운 일이 생길 때 상담을 하기도 한다.
코야마 이즈미(虎山 泉)
성우 - 혼다 타카코
신설된 검찰청 연합 조정부 소속으로 검사직으로 일하고 있다. 유우키 신쥬로가 개입한 사건에서나 항상 나타나고 JJ시스템 회장이나 검찰고문까지 맡은 카이쇼 린로쿠에 큰 동경심을 가지고 있다. 항상 정장차림에 안경에 양쪽 길이가 다른 언벨런스 헤어스타일이고 검사라서 그런지 공적인 측면에서 엄한 표정이 특징이다. 성격은 보기와는 다르게 다정한 면도 있는 편이다. 소년모습의 인과하고 친한 편이고 누님으로 변신한 인과를 무척이나 경계를 하고 굉장히 노골적으로 불편한 심기를 표정으로 말해준다. 카이쇼 회장에 의해서 유우키 신쥬로와 첫 대면을 가졌다.
하야미 세이겐(速水 星玄)
성우 - 이리노 미유
보안국 경시청과의 과장이다. 코야마 검사와 항상 어울리며 존경하고 있다. 코야마 검사가 카이쇼에게 동경심을 나타낼때마다 아니꼬워하지만 내색하진 않는다. 코야마 검사를 남몰래 짝사랑 하고 있으며
코야마 검사와 카이쇼 회장의 사이를 질투하고 있다. 일을 위해 어렵고 다양한 사건에 관여한다. 유우키 신쥬로와는 '오오노 묘신 사건'때 코야마 검사의 소개로 첫 대면을 가졌다.
카이쇼 가(家) 메이드(折笠 富美子)
성우 - 오리카사 후미코
카이쇼 가(家) 저택의 메이드장(長/메이드중에서 가장 높은 지위)으로서 인상이 좋고 마이 페이스지만 무언(無言)중에도 카이쇼 회장의 뜻을 이어받는 유능한 인물이다.
별천왕(別天王)
'별천왕회'의 현인신(現御神)(또는 現人神/일본의 신토신앙 용어로 2차대전부터 대전 종결까지 일본 천황을 가리키는 단어였으며
신토의 신, 한글로 풀이하면 현존하는 신,인간의 모습으로 나타난 신 정도다.)을 칭하고 있는 소녀.
특정 인간의 말을 현실로 바꾸는 능력을 가지고 있다. 하지만 별천왕 자체를 인지하지 못하는 인물에게까지는 그 능력이 미치지 못하는데다가,
예를 들어 별천왕의 힘을 실험한 사람의 기록에 의하면 '생자(生者)와 사자(死者)'라는 부분이 있는데 가령 이곳에 생자가 있다고 치고, 별천왕의 힘을 통해 생자를 시체라고 착각시키기는 어렵다.
그 이유는 생자는 말하고 움직이는데, 뇌는 시각이나 촉각에서 그 영향을 받기 때문에 별천왕에게 받은 이야기의 모순에 버티지 못하고 고뇌하게 되어 결국 별천왕의 힘이 무력화된다.
A라는 사람이 별천왕의 힘을 통해 B라는 인물로 보이게 한다면 같이 있는 C는 같이 있는 B를 보고 있기 때문에 뇌는 정보의 모순에 버티지 못해 무력화 된다는 소리다.
인과론에서 나오지만 별천왕은 인과와 같은 외국의 동굴에 있었다.

## 제 1화:무도회장의 살인|카노 노부자네 살인 사건 관계자
스토리 문단은 일본 위키 백과를 번역 했습니다.
카노 노부자네(加納 信実)
성우 - 아리모토 킨류
종합 상사 카노 그룹의 사장, 검찰이 건 부흥 지원 착복 혐의에 대해 카노 그룹 파티에서 해명을 하려 했으나, 회장에서 살해당한다.
부인의 말에 따르면 정부 관계자에 부탁받아 숨긴거라고 하면서 정부 관계자가 손을 써서 노부자네를 살해했다고 한다.
카노 아츠코(加納 敦子)
성우 - 쿠와시마 호우코
카노 그룹 사장인 카노 노부자네의 신실한 아내. 남편을 영웅시하고, 검찰의 강제적인 수사의 오명을 용서하지 못해 남편을 영웅으로 남기기 위해 살해했다.
오노 이토(小野 一刀)
성우 - 코노 토모유키
일본 정부 자민당 소속 국회의원. 카노와 이권으로 연결되어 있어 카노 사장이 유죄를 받을 경우 자신도 위험해질 가능성이 있다.
칸다 마사히코(神田 政彦)
성우 - 오가타 미츠루
국제 통화 은행 일본 지부 대표. 카노와 이권으로 연결되어 있어 카노 사장이 유죄를 받을 경우 자신도 위험해질 가능성이 있다.
테라다 료코(寺田 涼子)
성우 - 오자키 레나
카노 그룹이 준비한 경시청 SP. 카노 사장 살해 직전에 범인이 SP로 가장을 하기 위해 사살되었다.

## 제 2화:무정한 노래|오사다 히사코 시체 유기 사건 관계자
오야마다 아라타(小田山 新)
성우 - 히구치 토모유키
아이돌 애플리케이션(돌프리)의 드레스 인형 요나가 공주 3+1의 뒷면 소프트 판매 업체 상사. 그러나 국회에서 새로 만든 법인 '신 정보 확산 방지법'에 의해
발매 중지된다. (원래 요나가 공주는 전의고양을 위해 만들어진 아이돌이며 후에 큰 논란이 되어 신정보 확산 방지법에 의해 인터넷에서 요나가 공주의 정보나 음악은 모두 삭제된다.)
유우키 신쥬로에게 정보를 제공하다 적발 후에도 계속 요나가 공주의 음원의 불법 업로드를 계속하고 있다.
오사다 히사코(長田 久子)
성우 - 마츠자와 치아키
요나가 공주 3+1의 사무소 사장(친부모 격), 누군가에게 살해당해 수트 케이스에 담겨 본인의 집 문지기에 맡겨지고 흰색 택시에 탄 여성이 기사에게 오사다 본가의 주소를 말하고
문지기에게 맡겨놓은 수트 케이스를 시나가와의 특급 호텔로 가져와달라고 하였다. 기사가 돈이 되는 물건으로 생각해 열어봤는데 오사다 히사코의 시체가 담겨 있었다.
아라마키 토시지(荒巻 敏司)
오사다 히사코가 남편과 사별하고 나서 애인 관계에 있던 남자. 음식점 경영을 하고 여장 취미가 있었다. 유력한 용의자였으나 도망칠 수 없다고 판단 후에 자살.
오사다 안(長田 安)
성우 - 야스노 키요뇨
유우키 신쥬로에게 수사 의뢰를 한 피해자의 딸. 가수가 꿈이며 노래를 잘 부른다. 요나가 공주 3+1에서 대신 안자이 에리의 목소리 대역이었고,
요나가 공주를 해산하고 난 뒤에도 가수로 활동하고 싶어 했으나 어머니에 의해 반대되어 일단 포기하지만 매체에 나오지 않는 돌프리 데이터라면 괜찮다고 생각해
돌프리 데이터로 데뷔하려 했으나 그마저도 어머니에게 반대당하여 어머니를 살해한다. 살해 혐의를 요나가 공주 3+1의 멤버였던 츠네미 쿠미와 우메자와 유메노에게 돌리려 했다.
전 멤버인 쿠미라면 그녀의 남성적인 외모때문에 남자처럼 보일 수 있다 생각해 유메노의 여성적인 모습도 포함해 범인은 남자와 여자 2인조라고 착각하게 만든 것이나
카이쇼 회장의 추리는 아라마키가 범인이라 했기 때문에 초조해하며 유우키 신쥬로에게 수사를 의뢰한다.
수트 케이스를 시나가와에 있는 특급 호텔에 보내달라고 한 이유도 전 멤버였던 쿠미와 유메노가 묵고있는 호텔이며 어머니가 매달 협박을 당하며 매달 시나가와에 있는
호텔에 돈을 보냈다고 한다. 사실은 요나가 공주를 해체하고 나서 돈이 없던 쿠미와 유메노를 위해 매달 돈을 입금하고 있었던 것이다.
유우키 신쥬로에게 시나가와 호텔 이야기를 하면서 '어쩌면 요나가 공주..'라고 중얼거린 것이 신쥬로의 뇌리에 강하게 박혀 요나가 공주의 전 멤버들과 만나면서
결국 이 트릭은 풀리고 만다. (원래 오사다 안 자신이 요나가 공주가 의심된다 말하면 그 자체로 트릭이 깨지고 자신이 범인이라 의심받기 때문에 해선 안되는 말이었다)
안자이 에리(あんざい えり)
아이돌 '요나가 공주 3+1'의 4번째 멤버로 데뷔하려 했으나 이전 전쟁에서 있던 12.23 도쿄에서 첫 테러(12.23 테러)로 인해 사망했다고 나와있으나
사실은 오사다 히사코에 의해 날조 되었다. 사실 안자이 에리라는 인물은 존재하지 않는 가상의 존재이며 오사다 히사코의 딸인 오사다 안의 보이스 데이터를 이용해 안자이 에리의 보이스 데이터라고
하면서 에리는 아직 죽지 않고 우리 곁에 있다면서 라이브를 하는데 그 영상으로 인해 요나가 공주의 지명도가 한번에 올라갔다.
나카하시 스미카(中橋 澄香)
성우 - 안자이 치카
요나가 공주 3+1의 전 멤버, 요나가 공주 해산 뒤에도 솔로로 활동하고 싶어 했으나 오사다 히사코에 의해 반대되어 결국 포기하고 만다.
나카하시 에이타로(中橋 英太郎)
성우 - 오오하타 신타로
요나가 공주 3+1의 전 멤버인 나카하시 스미카의 오빠.
츠네미 쿠미(常実 公美)
성우 - 카토 에미리
요나가 공주 3+1의 전 멤버, 남성적인 외모이다. 요나가 공주 해산 후 오사다 히사코가 매달 생활비를 부쳐주고 있다.
우메자와 유메노(梅澤 夢乃)
성우 - 마키노 유이
요나가 공주 3+1의 전 멤버.

## 제 3화:복면저택·제 4화:있는 그대로의 집|사사 카자모리 화재 사망 사건 관계자
사사 카자모리(佐々 風守)
성우 - 마츠모토 마리카
사사 가(家)의 양자이자 현 가문 당주. 사사 가를 이을 계승자의 증거로 어릴 적부터 빨간 눈이 그려진 복면을 쓰고 있으며 7년 전 사사 가의 당주였던
사사 코마모리가 폭사(爆死)하고 나서 그 시점부터 7년이 지난 지금까지 마음의 밸런스가 흐트러져 방에 틀어박혀 지내고 있다.
사사 코마모리가 운영하는 그룹의 사장이며 코마모리의 7년째 기일에 불에 휩싸여 사망한다.
그러나 실제로는 존재하지 않는 인물이며 사사 코마모리가 만들어 낸 R.A.I.다.(Real A.I.) 사실 몇 년 전부터 사사 키기히코(코마모리의 동생)와 사사 이토지(코마모리의 미망인)는 카자모리의 정체를 알고 있었음에도 불구하고 계속 회사의 생존을 위해 정체를 말하지 않고 있었다.
R.A.I.(ライ)
성우 - 마츠모토 마리카
사사 코마모리가 만들어낸 기계 생명체(사사 카자모리). 데이터 영역을 전 세계의 네트워크에 분산 편재하고 있으며 통합 메인 프로그램은 기계라면 어디라도 옮겨다닐 수 있다.(무선으로도 가능)
사사 가(家)의 저택에서는 인간 형태의 R.A.I.에도 들어가 있으나 필요할때엔 집의 온갖 기계에 들어가서 사사 가의 사람들을 감시하고 있었다. 카자모리의 방에 있던
냉장고에도 있었으나 살해 혐의로 연행될 뻔했을 때 인과가 R.A.I.의 바디중 하나인 작은 팬더 인형을 위에 놓아 그 인형으로 이동하고 냉장고의 데이터 영역을 모두 파괴했다.
사사 키기히코와 사사 이토지가 범인으로 몰릴 뻔 했을 때 집안의 감시 카메라를 일부러 움직여 결과적으로 이 둘의 무죄가 증명되었다.
사건 해결 후 유우키 신쥬로의 조수로 같이 생활하고 있다.
사사 코마모리(佐々 駒守)
성우 - 모가미 츠구오
사사 가(家)의 전대 당주로 7년전 폭발사 했으나 사실 시체는 다른 사람의 것이었고 아직 살아 있으며 자신은 7년 내내 사사 가를 지켜보고 있었기 때문에
오랜만이라는 느낌이 별로 들지 않는다고 했다. (딸인 미츠코와의 대화 中)
이전 사사 코마모리 폭사 사건은 R.A.I.를 은폐하기 위한 사건이었고 사사 카자모리 화재 사망 사건의 진범이다. (죽은 건 사사 카자모리가 아니라 20대 후반의 일본인 남성)
R.A.I.가 군사적 이용이나 성적 이용등으로 사용되는 것에 분노를 느끼고 있었지만 코마모리의 폭사 사건의 전말이나 카자모리를 대신해서 화재로 사망한 남성의 사건도
전부 카자모리의 탓으로 돌리는 둥 결국 자신도 R.A.I.를 적당한 도구로밖에 생각하지 않고 있었다. 인과 曰 "뭔가 기분 나빠."
후에 검찰청 연합 조정부에 구속되고 나서 가상 호적을 발급하고 연합 조정부와 연합국 공동으로 연구를 계속 하고 있다.
검찰청에서는 R.A.I.가 성적 이용이나 격투기등 청소년들의 건전한 육성을 방해할 우려가 있다고 판단되어 발매 중지 이상의 조치를 취하게 되었다.
사사 코마모리 曰 "신 정보 확산 방지법은 분명히 내가 개발한 R.A.I.를 금지하려는 목적 하나로 만들어진 악법이다! R.A.I.가 누구를 상처 입혔는지 묻고싶다! 또는 R.A.I. 탑재 바디들이 서로를 파괴하며 또는 서로 사랑을 나누는 그 모습을 보고 우리가 즐기는 것이 도대체 무슨 죄란 말인가! 그들은 인간이 아니다!" 라고 한다.
그 뒤에 코마모리는 폭발사를 위장하여 숨어 지내고 있다.
사사 미츠코(佐々 光子)
성우 - 시이나 헤키루
사사 코마모리의 딸. 사사 카자모리의 화재 사망 사건에 의문을 가지고 카이쇼 리에와 함께 유우키 신쥬로에게 사건을 의뢰한다.
사사 이토지(佐々 糸路)
성우 - 마츠오카 요코
사사 코마모리의 미망인. 몇년 전 사사 카자모리의 방에 들렀을 때 사사 카자모리가 없는걸 이상하게 여겨 장롱안을 들여다 보고 사사 카자모리의 정체가
사사 코마모리가 만든 R.A.I.라는걸 알았다. 카자모리와 같이 있는 '타쿠 히데노부'라는 의사를 추궁한 결과. 타쿠 히데노부는 의사가 아니라 카자모리를 조종하기 위해 코마모리가 부른 정비기사라는
사실을 알아냈다.
사사 후미히코(佐々 文彦)
성우 - 와타나베 쿠미코
사사 코마모리의 아들. 사사 카자모리 이후에 가문을 이을 당주가 될 예정이다.
사사 키기히코(佐々 木々彦)
성우 - 호시노 타카노리
사사 코마모리의 동생이며 사사 카자모리, 사사 미츠코, 사사 후미히코의 삼촌이다. 사사 가(家)에서 운영하는 '카자모리 홀딩스'는 실제로 키기히코와 이토지가 운영하고 있다.
타쿠 히데노부(타쿠 에이신)(多久 英信)
성우 - 모가미 츠구오
사사 카자모리와 같이 살고있는 더부살이 의사이다. 카자모리 화재 사망 사건에 자신도 화상을 입고 드러 누워 있었다. 사사 이토지의 추궁에 R.A.I.인 카자모리의 정비기사라고 말했으나.
사실 자신도 기계였다. 하지만 사사 카자모리가 유우키 신쥬로와 같이 있을 때 "저는 이 세상에 마지막으로 남은 R.A.I.입니다. 계속해서 존재해야만 합니다."
라고 하였고 R.A.I.는 거짓말을 할 수 없는 존재라 유우키 신쥬로는 타쿠 히데노부가 R.A.I.가 아니라 그냥 인간형 기계이고 이 기계는 조종하는 사람이 있다는 추리를 했다.

## 제 5화:환상의 조각상|일륜회 반대파 구성원 살인 사건 관계자
시마다 하쿠로우(島田 白朗)
성우 - 다나카 마사히코
"중의원 의원 시마다 하쿠로우 선생 일륜의 회 결기 집회"를 주최한 장본인으로 중의원의원이자 작가. 시마다 하쿠로우 기념관 소유.
전쟁은 패전(敗戰)이 아니라 정전(停戰, 교전중에 있는 양방이 교전에 의해 싸움을 일시적으로 멈춘 상태.)이라 우기며 징병제 부활 주의자 이기도 하다. 사건 당시 아들인
시마다 지로우에 의해 수면제를 탄 홍차를 마시고 아침까지 자고있어 범인 용의가 풀림. 사건 종결 후 전차에 숨겨진 금괴(대량의 지원금을 금괴로 바꿨다.)가 발견되어 국세청과 연합 조정부의 조사를 받는다.
시마다 지로우(島田 璽郎)
성우 - 후루야 토오루
시마다 하쿠로의 아들이며 직업은 배우이다.
일륜회 결기 집회때 폭탄 테러가 있어 일륜회에 참가한 학생들이 트럭안에 있는 폭탄이 터지면 빌딩의 유리가 깨지며 대참사가 벌어지기 때문에
트럭을 안전한 곳으로 이동시키겠다고 하고 트럭을 몰고 얼마 지나지 않아 폭탄이 터지고 일륜회에 참가한 학생들은 죽는다.
 시마다 하쿠로우가 폭탄으로 사망한 학생들을 이용해 선전하는 방식에 반발하고 있다. 그래서 일륜회 반대파중 고미와 미츠히사라는 사람들과 금괴를 찾는 것에 협력했다.
히라토 요코(平戸 葉子)
성우 - 테라사키 유카
시마다 지로우의 친구이며 직업은 조각가. 시마다 하쿠로우 기념관 기증품인 동상(銅像, Bronze Statue)인 "세 영웅의 동상"(일륜회 결기 집회때 폭탄 테러로 인해 죽은 학생 세 명.)을 제작한다.
고미와 미츠히사를 트로이의 목마식으로 조상의 개폐구를 하나 만들어 놓았지만 동상을 기념관에 반입하기 전 고미와 미츠히사를 살해한다. 목적은 금괴.
야마모토 사다노부(山本 定信)
성우 - 미야케 켄타
전 야쿠자이며 원래는 시마다 하쿠로우의 보디가드였으나 시마다 하쿠로우가 지원금을 부정 축재하고 연합국과 뒷거래를 하며 금괴를 보유하고 있는 것을 비판하며
현재는 일륜회의 반대파로 집요한 항의 행동을 하고 있다.
오오츠보 테츠야(大坪 鉄矢)
성우 - 노지마 히로후미
시마다 하쿠로우 일륜회의 위원이며 시마다 하쿠로우의 보디가드이다.
고미&미츠히사(五味&三久)
전 시마다 하쿠로우 일륜회의 위원이었던 야마모토의 부하들. 동상 속에서 시체로 발견된다. 야마모토의 명령으로 신설 기념관 안에 숨겨진 금괴를 찾기 위해 동상에 숨어 기념관에 들어갈 예정이었으나
반입 전에 히라토 요코에게 살해당한다.

## 제 6화:너무나도 간단한 암호|야지마 집 자녀 실종 사건 관계자
자칭·소설가(自称・小説家)
성우 - 카지 유우키
제 6화부터 등장. 동 관동 사회 복귀 촉진 센터에 수감되어 있음. 본명 불명.(코야마 검사가 말하려 했을 때 소설가 본인이 말을 끊는다.)
야지마가 수감 되었을 때 헌 책방에서 구했다는 카이쇼 린로쿠의 증서가 찍혀있는 카이쇼 린로쿠의 책을 야지마에게 건네준다. 그러나 평범한 소설가가 아니며
자신은 종이에 소설을 쓰는 것이 아니라 현실에 쓴다고 한다. 이유인 즉슨, 이 소설가가 별천왕을 사용하기 때문이다.
유우키 신쥬로가 소설가에게 면회를 왔을 때 별천왕을 이용해 유우키 신쥬로에게 영원히 풀 수 없는 수수께끼를 풀라고 한다.
야지마(矢島)
성우 - 후지와라 케이지
직업은 평론가이며 학창시절 카이쇼 린로쿠와 친구였다. 전시(戰時)중의 발언이 신정보 확산 방지법에 위반되는 발언이라고 판단되어 민간 형무소인
"동 관동 사회 복귀 촉진 센터"에 수감된다. 최근에 출소해 소설가에게 받은 카이쇼 린로쿠의 증서가 찍힌 책을 가지고 유우키 신쥬로에게 의뢰하러 간다.
(유우키 신쥬로에게 의뢰하러 간 이유는 안에 원고 용지가 끼어 있었는데 그것이 자신의 전용 원고 용지였기 때문.)
야지마 타카코(矢島 タカ子)
성우 - 츠네마츠 아유미
야지마의 아내로 카이쇼 린로쿠의 후배. 야지마가 "동 관동 사회 복귀 촉진 센터"에 수감 중 실종된 자녀들을 찾을 때 테러에 휘말려 실명되었다고 하지만,
네글렉트(육아 포기 증상)를 보여 자녀 중 오빠가 대신 동생을 돌봤다고 한다. 아이들이 실종 되고 나서 자신의 잘못을 깨닫고 자책하며 스스로 눈을 실명시킨다.
야지마 아키오(矢島 秋夫)
성우 - 토바 츠키코
1년 전에 실종 되었다는 야지마 부부의 아들. 어머니가 육아 포기 증상을 보여 여동생인 카즈코를 대신 돌보고 서재의 책을 이용해 암호 놀이를 하고 있다가 실종 되고 만다.
야지마 카즈코(矢島 和子)
성우 - 사토 메구미
1년 전에 실종 되었다는 야지마 부부의 딸. 야지마 아키오의 여동생이다.
암호 놀이를 하던 서재의 책에 있던 암호를 모두 풀이해 자녀들이 있는 곳으로 알아내어 그 곳으로 갔다. 유우키 신쥬로 曰 "이런 말 하긴 뭐하지만, 아이들이 몇번 차 더미에 갇힌 사고가 있었다고 합니다.
하지만 그 전에 카이쇼 린로쿠는 암호를 모두 해독해서 차에 깔린 아이들을 발견하고 육아 시설에 맡겼다가 사건화 하지 않게 아이들을 데려온다.

## 제 7화:백일몽·제 8화:낙인의 밤·영화 '백치들' 촬영 중에 감독 미타카 키치타로 살인 사건/동관동 사회 복귀 촉진 센터 간수 살인 사건 관계자
자칭·소설가가 조종하는 별천왕의 최면술에 의해 구축된 세계에서 유우키 신쥬로는 카메라맨이 되고, 카이쇼 리에는 아가씨 형사, 코야마 이즈미는 리에의 메이드로 나온다.
미타카 키치타로(三高 吉太郎)
성우 - 후쿠마츠 신야
환각의 세계(별천왕의 힘을 통해 만들어진 세계)에서는 영화 '백치들'의 영화 감독이다. 성격이 급하고 말보다 행동이 먼저 나선다.
현대의 일본 도쿄에서 사람들이 전쟁에 휘말린다는 황당무계한 설정의 영화를 찍고 있으며, 영화의 마지막은 아직 결정하지 못했다. 촬영 중 세트의 전차 앞에 사지가 절단된 모습으로 발견된다.
실제는 "동관동 사회 복귀 촉진 센터"의 간수이며 전시(戰時)때는 반정부 시위에 참가했다. 자신의 과거가 드러나는 것을 은폐하기 위해 3명의 여자 배우중 한 명인 이자와 사요를 탈옥 시키려
이자와 사요와 접촉하지만, 도리어 여자 배우에게 살해 남녀 구역을 가르는 셔터에 의해 살해되고 만다. 그녀를 탈옥시키기 위해 유명한 탈옥 영화를 참고한다.
(스튜어트 로젠버그의 폭력 탈옥, 프랭클린 J. 샤프너의 빠삐용, 프랭크 다라본트의 쇼생크 탈출)
이자와 사요(伊沢 紗代)
성우 - 코토부키 미나코
환각의 세계에서는 영화 '백치들'에 출연하는 배우이다. 실제로는 동관동 사회 복귀 촉진 센터에 수감된 여성 범죄자이며, 테러리스트다. 한 아이의 엄마였지만 전쟁으로 인해 아이가 사망하자
정부를 향한 반정부 시위에 참가한다. 총리에 대한 폭탄 테러 미수와 전시 테러 대책 특별 조치 법·폭발물 단속법 위반으로 체포된다. 미타카는 이자와 사요를 탈옥 시키려 했으나
별천왕의 최면에 자신이 영화를 하차한다고 착란하여 미타카 감독을 살해한다.
타니무라 모토코(谷村 素子)
성우 - 다카가키 아야히
환각의 세계에서는 영화 '백치들'에 출연하는 배우이다. 실제로는 동관동 사회 복귀 촉진 센터에 수감된 여성 범죄자이며, 해커인 척 하는 단순한 니트였다.
전시(戰時)에 정부의 은폐정보를 자신의 블로그에 누설하고 그 블로그가 주목을 받게 되면서 거짓말도 차츰 써가게 된다. 국가 기밀 유출로 체포된다.
야다 스미에(矢田 寿美恵)
성우 - 토요사키 아키
환각의 세계에서는 영화 '백치들'에 출연하는 배우이다. 실제로는 동관동 사회 복귀 촉진 센터에 수감된 여성 범죄자이며, 전쟁의 불안 때문에 셀 수 없을 정도의 남자와 관계를 가져,
전쟁 후 몸을 팔았다는 소리를 들으며 성범죄자로 체포된다.
오카모토 킨키치(岡本 寒吉)
성우 - 마츠모토 야스노리
동관동 사회 복귀 촉진 센터의 경비 책임자. 환각의 세계에 관여하지 않고, 유우키 신쥬로가 최면에서 깨어남으로써 사건의 진상을 안다.

## 제 9화:카이쇼 린로쿠의 범죄·제 10화:카이쇼 린로쿠의 장송·제 11화:나는 그저 찾고 있다.|방송국 폭파 사건 관계자|카이쇼 린로쿠 자살 사건 관계자
쿠라미츠 미네(倉満 美音)
성우 - 코우다 마리코
방송국 폭파 사건에서 살아 남은 카이쇼 린로쿠를 참고인으로 국회에 유치(誘致)해온 신인 의원. 유치 이유는 폭파 사건이 아니라 풀 서클(Full Circle)이 유출한 JJ 시스템 내부의 송전 실험용
위성 탑재의 마이크로 파 발생 장치가 군사 살상 무기로 이용될 가능성이 있었기 때문. 방송국 폭파 사건의 유치는 불가능 하다고 생각했지만 유우키 신쥬로에 의해
유치가 가능했다. 중의원 예산 위원회에서 카이쇼 린로쿠에게 마이크로 파 송전 기술의 군사적 이용 가능 여부를 질문하고 행방이 묘연했던 인과를 참고인으로 부른다.
인과의 능력에 의해 코야마 이즈미 검사에게서 전쟁 개시 직전 JJ 시스템이 컴퓨터 상의 마지막 파일 갱신일을 임의로 변환하고 흔적을 남기지 않고 변조 할 수 있다는 소프트웨어를
검찰청에 제공했다는 증언을 도출했다.
모토야마 미나미(元山 南)
성우 - 오오카와 토오루
생방송 프로그램 "철저한 삶 토론"의 방송국 프로듀서 당일 카이쇼 린로쿠에게 자신은 전철을 타고 왔다는 것을 들었다.
AD
성우 - 무라카미 유우야
모토야마의 부하직원인 방송국 AD. 카이쇼 린로쿠 사망직후부터 카이쇼 린로쿠가 AD로 변장해 있었다.
후와 쥬지로(不破 重次郎)
성우 - 테라소마 미사키
태양광 발전 추진파의 기업가 솔라 필드의 사장. 카이쇼 린로쿠와 대립하고 있었다. "철저한 삶 토론"의 출연자중 한 명으로 방송국 폭파 사건으로 중상을 입는다. 다른 출연자 6명은 사망했다.
미즈노 사콘(水野 左近)
성우 - 호리카와 진
공공 보안대의 부대장이며 카이쇼 린로쿠의 사생활 경비 담당. 방송국 폭파 사건 당일 자신이 방송국까지 데려다 드렸다고 말했다. 카이쇼 린로쿠가 퇴원 시 타고있던 차가 폭발하면서 사망한다.
쿠라미츠 미네의 대학시절 선배이며 쿠라미츠 미네와 미즈노 사콘은 풀 서클의 멤버였다. 경비상 필요하다고 대기업의 엑세스키를 지나칠 정도로 요구해서 카이쇼 린로쿠의
공개하지 않는 사실까지 알 수 있었다.
미하라 야스타로(三原 保太郎)
성우 - 키무라 료헤이
공공 보안대의 대원이자 미즈노의 부하. 미즈노가 사망하고 나서 공공 보안대의 부대장이 되었다. 사실 카이쇼와 협력해 풀 서클의 멤버인 미즈노 사콘을 살해했다.
풀 서클(Full Circle フルサークル[*])
인터넷에서 JJ 시스템을 표적으로 하고 있는 크래커 집단. 사내 자료 유출이나 개인 정보를 유출 시키고 JJ 시스템의 카이쇼가 방해자를 처리한다며 인터넷에 퍼뜨리고 있다.
사실 미즈노 사콘은 폭발 전에 이미 사망해 있었고 차를 화려하게 폭발 시킨 것도 미즈노의 사인을 숨기기 위해서이다. 미즈노 사콘을 죽인 것은 부하인 미하라 야스타로다.
병원에서 사라진 신원불명의 시체는 카이쇼 린로쿠의 복장을 해놓고 차 안에 놔뒀고 DNA는 카이쇼 가 메이드장이 린로쿠의 헤어 브러시에서 추출 해낸 것이며
그 시체가 카이쇼 린로쿠라고 속은 이유도 병원에서 사라진 시체의 머리카락을 린로쿠의 헤어 브러시에 놔뒀기 때문. 이 위장사망 사건의 바로 전에 퇴원하면서 패전탐정 곁을 지나가는데
그때 흥얼거리던 노래를 유우키 신쥬로가 기억하고 있어 불법 소프트 판매 업자인 아라타에게 이 노래를 흥얼거리자 그 노래는 요나가 공주의 봉인된 앨범곡이라고 했다.
요나가 공주 멤버의 죽음은 거짓. 따라서 카이쇼 린로쿠도 살아있다는 걸 의미한다. 카이쇼와 미하라는 협력했고 공공 보안대 복장을 하고 보안대 사이로 숨어들은데다가 AD복장을 하고 장소를
빠져나갔다. 그 뒤로 카이쇼의 증서가 찍힌 편지가 유우키 신쥬로, 카이쇼 리에, 코야마 이즈미, 하야미 세이겐, 쿠라미츠 미네, 미하라 야스타로, 모토야마 미나미, 후와 쥬지로에게 도착하며
방송국 스튜디오의 폭발 사건의 진범인을 찾아낼 파티에 초대한다는 내용의 초대장. 장소는 폭파 사건이 있었던 방송국 스튜디오.
쿠라미츠 미네와 미즈노 사콘은 서로 사이가 안좋은 척 연기를 했고 대학시절 선후배 사이며
정부와 관련된 정보를 액세스하는 데엔 권한이 필요하기 때문에 쿠라미츠 의원이 미즈노를 도왔다는 것을 의심했지만 결정적인 것은
쿠라미츠 의원에게 건내준 손수건을 인과가 가지고 있었던 것, 유우키 신쥬로가 카이쇼가 있는 병원으로 들어가려 할 때 미즈노가 말한 "야지마 씨의 의뢰는 드물게 성공했다더군."
이라는 말 덕분. 카이쇼의 개인적인 기록까지 액세스 하지 않는 이상 사건화 되지 않은 사건에 대해 알 리가 없었다는 이야기.
하야미 세이겐은 둘이 카이쇼 린로쿠를 고소하려는 것을 알고 둘에게 접근했다.
인과를 조종할 수 있는건 별천왕 이외에는 생각할 수 없다면서 스튜디오에서 쿠라미츠 미네가 인과와 접촉했다는 사실을 드러낸다.
카이쇼는 별천왕을 손에 넣지 않았고 별천왕을 손에 넣은 사람은 바로 "하야미 세이겐"이다.
카이쇼 린로쿠 曰 "넌 별천왕의 힘을 써서 나인 척 했다. 리에조차 속을 정도로 말이지. 그래서 난 죽어보인거다. 나인 체를 하는 자에게 권력이 부여되지 않도록."
별천왕을 손에 넣은 이유는 코야마 이즈미 검사를 짝사랑 하고 있었으나 코야마 검사의 눈에는 카이쇼 밖에 보이지 않기 때문에
그 존경을 자신의 것으로 하고 싶었다고 하며 투신 자살을 시도하나 인과에게 저지당한다. 인과가 "내가 하고 싶어서 한게 아냐. 별천왕이 말했어. '살아가, 추락하면서.' " 라고 말한다.
그렇게 쿠라미츠 미네와 하야미 세이겐은 경찰에 연행된다.

## 제작진
- 감독 : 미즈시마 세이지
- 시리즈 구성 : 아이카와 쇼
- 캐릭터 디자인 : 코우가 윤, pako
- 애니메이션 캐릭터 디자인 및 총 작화감독 : 이나도메 카즈미, 야구치 히로코, 야사키 유코
- 미술 디자인 : 미야모토 타카시, 와키 타케시
- 프로덕션 디자인 : 이시가키 준야, 미야모토 타카시, 야나세 타카유키
- 미술 감독 : 와키 타케시
- 색채 설계 : 나카야마 시호코
- 촬영 감독 : 사사키 코타
- 편집 : 요시타케 마사토
- 음악 : NARASAKI
- 음향 감독 : 미마 마사후미
- 수석 프로듀서 : 야마모토 코지
- 프로듀서 : 코나카 다이스케, 오오야부 요시히로, 타케에다 요시나리
- 애니메이션 제작 : 본즈
- 제작 : 「UN-GO」제작위원회 (후지TV, 토호, 소니 뮤직 엔터테인먼트, 덴츠, 본즈)

## 주제가
오프닝 테마 <How to go>
노래 - School Food Punishment
엔딩 테마 <Fantasy>
노래 - LAMA